# Foncsorda
Foncsorda (szlovákul: Fončorda) Besztercebánya városrésze Szlovákiában, a Besztercebányai kerületben.
Lakossága mintegy 21 000 fő.

## Fekvése
A városközponttól 2 km-re nyugatra fekszik.

## Nevének eredete
A lakótelep eredetileg Besztercebánya külterülete volt, melynek jelentése a tükör hátoldalán lévő amalgámbevonat készítésére szolgáló hely. A helynév azonban feltételezhetőleg katonai eredetű, mivel legkésőbb 1883-tól itt volt az 53. zólyom-barsi honvédzászlóalj újonc kiképzője. A lakótelep a nevét egy a németek által felégetett felsőgarami településről kapta,[forrás?] de 1970-ben nem volt hivatalos használatban.

## Története
1953-ban alapították a város felett fekvő Štiavničky-dombon. Előbb családi házakat építettek a kallósiak számára, majd emeletes épületeket húztak a hivatalnokoknak. Az 1960-as évektől bérházak és adminisztratív épületek épültek. A lakótelep mára 20 ezer lakosú városrésszé fejlődött.

## Nevezetességei
- Szent Mihály arkangyal tiszteletére szentelt modern, római katolikus temploma 1997-ben épült. A templom alapkövét még II. János Pál pápa szentelte be szlovákiai látogatásakor.

## Külső hivatkozások
- Az új foncsordai templom
- Foncsorda Szlovákia térképén

## Lásd még
- Besztercebánya
- Garamkirályfalva
- Garamsálfalva
- Keremcse
- Kisélesd
- Majorfalva
- Olmányfalva
- Pallós
- Radvány
- Rakolc
- Rudló
- Szakbény
- Szentjakabfalva
- Szénás
- Zólyomszászfalu